# نيكول باس
نيكول باس-فوكس (بالإنجليزية: Nicole Bass-Fuchs)‏ (10 أغسطس 1964 - 17 فبراير 2017) لاعبة كمال أجسام أمريكية، ممثلة، مصارعة محترفة، عملت لشركات مثل إي سي دبليو، الاتحاد العالمي للمصارعة وإكستريم برو للمصارعة. منذ عام 1993 وحتى وفاتها، قدمت العديد من المظاهر في معرض هوارد ستيرن وشاركت كمتسابق في حدث تلفزيون ستيرن في عام 1993 على شاشة التلفزيون، مسابقة ملكة جمال هوارد ستيرن للسنة الجديدة. ثم أصبحت عضوًا في برنامج واك باك.

## روابط خارجية
- نيكول باس على موقع IMDb (الإنجليزية)
- نيكول باس على موقع قاعدة بيانات الفيلم (الإنجليزية)
- نيكول باس على موقع CageMatch worker (الإنجليزية)
- نيكول باس على موقع قاعدة بيانات المصارعة على الإنترنت (الإنجليزية)
- نيكول باس على موقع عالم المصارعة على الإنترنت (الإنجليزية)

- MsBigBass على تويتر.
- نيكول باس في قاعدة بيانات الأفلام على الإنترنت